# ووزکی-کولونگا
ووزکی-کولونگا (به لاتین: Łuzki-Kolonia) یک روستا در لهستان است که در گمینا یابووننا لاتسکا واقع شده‌است. ووزکی-کولونگا ۱۰۱ نفر جمعیت دارد.